# Taronik
Taronik (en arménien Տարոնիկ ; anciennement Zeyva Turkakan) est une communauté rurale du marz d'Armavir, en Arménie. Elle compte 2 141 habitants en 2009.

## Néolithique
La culture de Shulaveri-Shomu (8 000-6 000 ans avant le présent) a pu coexister avec d'autres cultures au sud du Caucase. Le site de Metsamor (en) (8 000-4 000 ans), près de Taronik (Arménie), révèle une ville fortifiée et une ville basse.

## Annexes

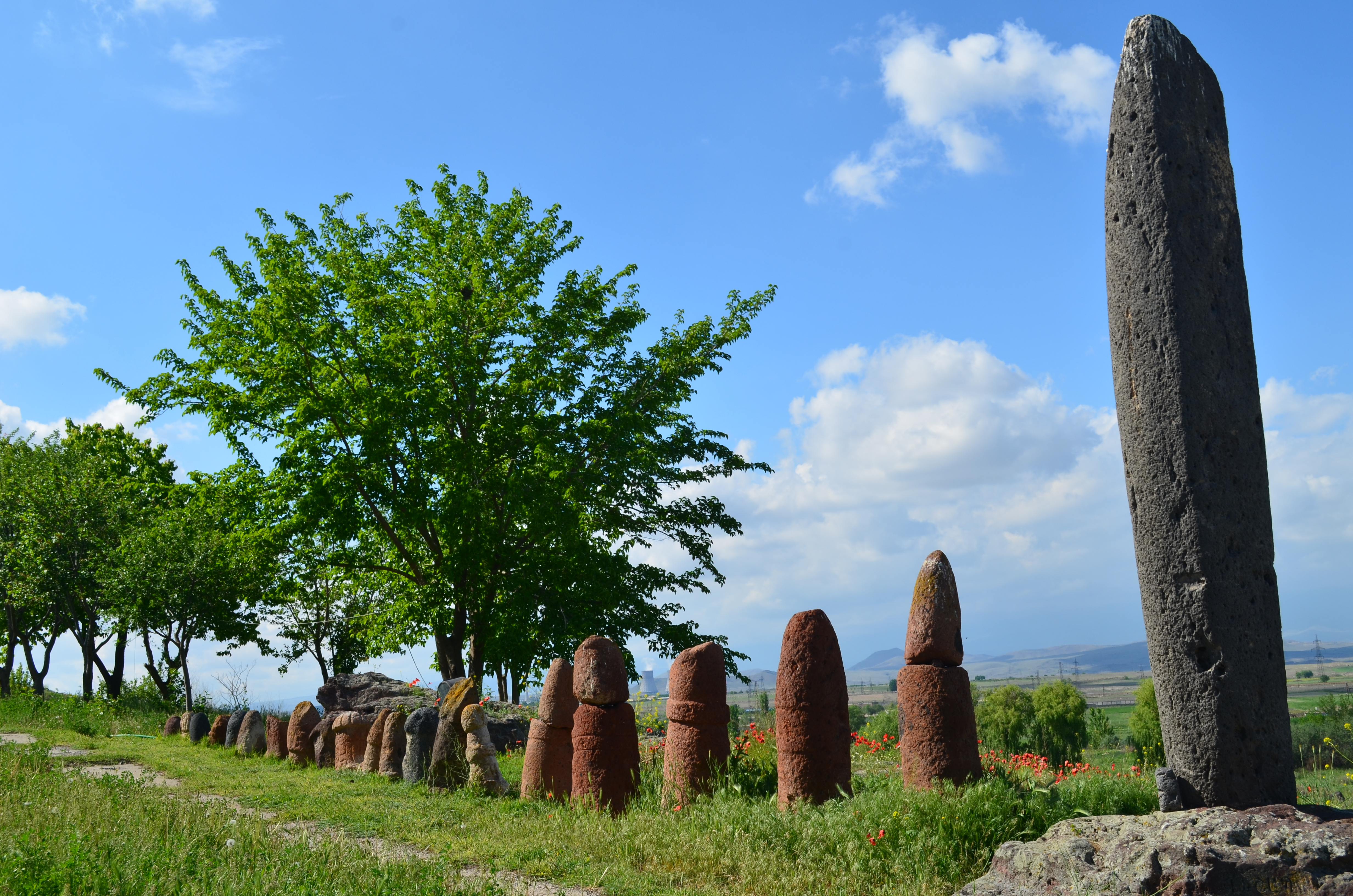
Site de Metsamor